# Consacá
Consacá är en ort i Colombia. Den ligger i departementet Nariño, i den sydvästra delen av landet, 500 km sydväst om huvudstaden Bogotá. Consacá ligger 1 660 meter över havet och antalet invånare är 2 239.
Terrängen runt Consacá är bergig åt sydväst, men åt nordost är den kuperad. Runt Consacá är det ganska tätbefolkat, med 108 invånare per kvadratkilometer. Närmaste större samhälle är Olaya Herrera, 5,3 km nordväst om Consacá. Omgivningarna runt Consacá är en mosaik av jordbruksmark och naturlig växtlighet.